# Kapengraben
Der Kapengraben ist ein Bach in der Dübener Heide.
Er entsteht in der Nähe von Oranienbaum aus dem Zusammenfluss des Mühlgrabens aus Richtung Gräfenhainichen und des Schrotemühlenbachs aus Richtung Selbitz. Den Namen bekommt der Bach vom ehemaligen Waldgebiet Kapen westlich von Oranienbaum. Das gesamte Bachsystem um den Kapengraben entwässert diese Teile der Heide über die Mulde und Elbe in die Nordsee.
Der größte Teil des Einzugsgebietes des Kapengrabens befindet sich im Biosphärenreservat Mittelelbe. Der zentrale Verwaltungssitz des Biosphärenreservates ist das unmittelbar am Kapengraben gelegene Kapenschlösschen zwischen Dessau und Oranienbaum. An der Zufahrt von der Bundesstraße 107 her befindet sich das Informationszentrum.
Bei Vockerode unterquert der Kapengraben die A 9, ein Sperrwerk und eine Pumpstation unmittelbar an der Autobahn sichern hier das Hinterland vor den Hochwassern von Mulde und Elbe.
Zwischen Dessau und Roßlau mündet er in die Mulde, die ihrerseits nur wenige hundert Meter weiter in die Elbe mündet.
Der Ausbau des Kapengrabens und die Trockenlegung ehemaliger Morast- und Sumpfflächen zu Beginn des 18. Jahrhunderts ermöglichen die landwirtschaftliche Nutzung dieser Flächen und damit einhergehend den Aufbau der Orte Kakau und Horstdorf.
Es wurden ehemals auch eine Vielzahl von Wassermühlen (u. a. Kapenmühle, Kakauer Mühle, Brückmühle, Müchauer Mühle, Gartenmühle, Hainmühle, Vehsenmühle, Birnbaummühle, Buchholzmühle, Fahringsmühle, Breitewitzer Mühle) angetrieben. Dazu wurden in einigen Fällen Stauteiche angelegt. Die Steingruben-Mühle fiel dem Tagebau Golpa-Nord und die Teichdamm-Mühle dem Tagebau Gröbern zum Opfer.
Streckenweise wird der Kapengraben auch als Angelgewässer (GW 8-183-13) genutzt.